# Doyenne des étudiantes
La doyenne des étudiantes d'un collège ou d'une université aux États-Unis est la doyenne responsable des affaires étudiantes pour les étudiantes. Dans les premières années d'existence du poste, d'autres noms sont utilisés notamment préceptrice, dame principale et conseillère des étudiantes.  
Les doyennes des étudiantes étaient répandues dans les établissements d'enseignement supérieur américains des années 1890 aux années 1960, parfois accompagnées d'un doyen des étudiants et relevant généralement directement du président de l'établissement. À la fin du XXe siècle, la plupart des postes de doyennes des étudiantes sont fusionnés au poste de doyen des étudiants. 

## Histoire
Le poste de doyenne des étudiantes trouve son origine dans les premières générations d'administrateurs des universités mixtes, eux-mêmes formés dans des écoles réservées aux hommes et confrontés à l'arrivée de la mixité. Le premier précurseur du poste était celui de matronne (en), une femme chargée de superviser les résidences pour femmes dans les premières années de l'éducation mixte dans les années 1870 et 1880. Avec l'augmentation spectaculaire du nombre de femmes dans l'enseignement supérieur à la fin du XIXe siècle, une réponse administrative plus complète s'est imposée. Les doyennes des étudiantes ont servi à la fois à maintenir une séparation protectrice entre les genres, et à garantir que les offres académiques pour les femmes et le travail académique effectué par les femmes étaient maintenus à un niveau suffisamment élevé.  
Dans les premières années, les responsabilités de la doyenne des étudiantes n'étaient pas standardisées mais au début du XXe siècle, elles ont rapidement pris les traits d'un métier. La première conférence professionnelle des doyennes et des conseillères des étudiantes a eu lieu en 1903. En 1915, le premier livre consacré à la profession, The Dean of Women, est publié par Lois Rosenberry. En 1916, l'Association nationale des doyennes des étudiantes se forme au Teachers College. En 1925, il y avait au moins 302 doyennes des étudiantes dans les collèges et universités américaines.  
En 1935, Lucy Diggs Slowe forme une organisation distincte pour les doyennes des étudiantes afro-américaines, l'Association des doyennes des femmes et des conseillères des filles dans les écoles noires (en), en raison de l'habitude de l'association principale de tenir des conférences dans des résidences étudiantes qui pratiquent la ségrégation raciale. 
La tendance à la rétrogradation et à l'élimination des doyennes des étudiantes est observée pour la première fois par Sarah Blanding en 1946. Elle fait remarquer que les doyennes des étudiantes sont subordonnées aux administrateurs masculins chargés des affaires générales des étudiants. En 1962, seulement 30% des doyennes des étudiantes relevaient directement du président de leur institution  et, dans les années 1970, le poste lui-même était devenu rare. 
Les doyennes des étudiantes sont le plus souvent elles-mêmes des femmes, mais pas toujours. L'élimination des postes de doyenne des étudiantes à la fin du XXe siècle a eu pour effet de réduire le nombre de femmes occupant des postes administratifs dans l'enseignement supérieur, car la plupart des doyens des étudiants qui les ont remplacés étaient des hommes. À la fin des années 1980, moins de 20% des doyens des étudiants étaient des femmes.  

## Doyennes des étudiantes notables
- Sarah Gibson Blanding (en), Université du Kentucky
- Luella Clay Carson, Université de l'Oregon
- Ada Comstock, Université du Minnesota
- Annie Marion MacLean (en), Shimer College et Stetson University
- Lucy Mitchell (en), Université de Californie à Berkeley
- Alice Freeman Palmer, Université de Chicago, première doyenne des femmes aux États-Unis
- Lois Carter Kimball Mathews Rosenberry, Université du Wisconsin à Madison
- Lucy Slowe (en), Université Howard
- Lucy Stebbins (en), Université de Californie à Berkeley
- Marion Talbot, Université de Chicago
- Josephine Turpin Washington, Université Wilberforce
- Frances Willard, Université Northwestern
- Thyrsa Amos (en), Université de Pittsburgh
- Eunice Hilton (en), Université de Syracuse

## Voir également